# چاتال‌هویوک (جیحان)
چاتال‌هویوک (به ترکی استانبولی: Çatalhüyük) یک منطقهٔ مسکونی در ترکیه است که در جیحان واقع شده‌است.